# Protonemura nitida
Protonemura nitida är en bäcksländeart som först beskrevs av Pictet, F.J. 1836.  Protonemura nitida ingår i släktet Protonemura och familjen kryssbäcksländor. Inga underarter finns listade i Catalogue of Life.